# Mladen Vrsaljko
Mladen Vrsaljko (Zara, ...) è un ex calciatore croato, di ruolo difensore centrale.
È il padre di Šime, divenuto anch'egli calciatore.

## Carriera
Ha militato nel NK Zadar, di cui fu anche il capitano, società con cui ha partecipato al primo campionato croato di calcio disputato dal secondo dopo guerra, ottenendo il decimo posto finale. Con il sodalizio zaratino milita in massima serie croata sino al 1995, anno in cui retrocede con i suoi in cadetteria. Ha collezionato 86 presenze ed 8 reti in Prva hrvatska nogometna liga.